# Тибери Контильяно, Франческо
Франческо Тибери Контильяно (итал. Francesco Tiberi Contigliano; 4 января 1773, Контильяно, Папская область — 28 октября 1839, Рим, Папская область) — итальянский куриальный кардинал, папский дипломат и доктор обоих прав. Титулярный архиепископ Афинский со 2 октября 1826 по 2 июля 1832. Апостольский нунций в Испании с 9 января 1827 по 2 июля 1832. Епископ Йези, с персональным титулом архиепископа, со 2 июля 1832 по 18 мая 1836. Префект Верховного Трибунала Апостольской Сигнатуры милости с 22 февраля 1837 по 28 октября 1839. Кардинал in pectore с 30 сентября 1831 по 2 июля 1832. Кардинал-священник со 2 июля 1832, с титулом церкви Санто-Стефано-аль-Монте-Челио с 1 августа 1834.  